# Дипотамос
Дипотамос (грч. Διπόταμος) је насељено место у општини Места у периферији Источна Македонија и Тракија, Грчка. Према попису из 2021. године било је 40 становника.
Према бугарском географу и историчару, Василу Канчову, у Дипотамосу је 1900. године живело 460 Турака. 
Године 1924. турско становништво је принудно исељено у Турску а на њихово место су насељене грчке избегличке породице, којих је на попису из 1928. године било 391. Село се раније звало Чајлик.